# Harvard Square (Metro de Boston)
Harvard Square (anteriormente Harvard) es una estación en la línea Roja del Metro de Boston. La estación se encuentra localizada en 1400 Avenida Massachusetts en Cambridge, Massachusetts. La estación Harvard Square fue inaugurada el 12 de marzo de 1912. La Autoridad de Transporte de la Bahía de Massachusetts es la encargada por el mantenimiento y administración de la estación.

## Descripción
La estación Harvard Square cuenta con 2 plataformas divididas y 2 vías.

## Conexiones
La estación es abastecida por las siguientes conexiones: 
- Rutas de autobuses: 1, 66, 68, 69, 71, 72, 73, 74, 75, 77, 78, 86, 96

## Referencias

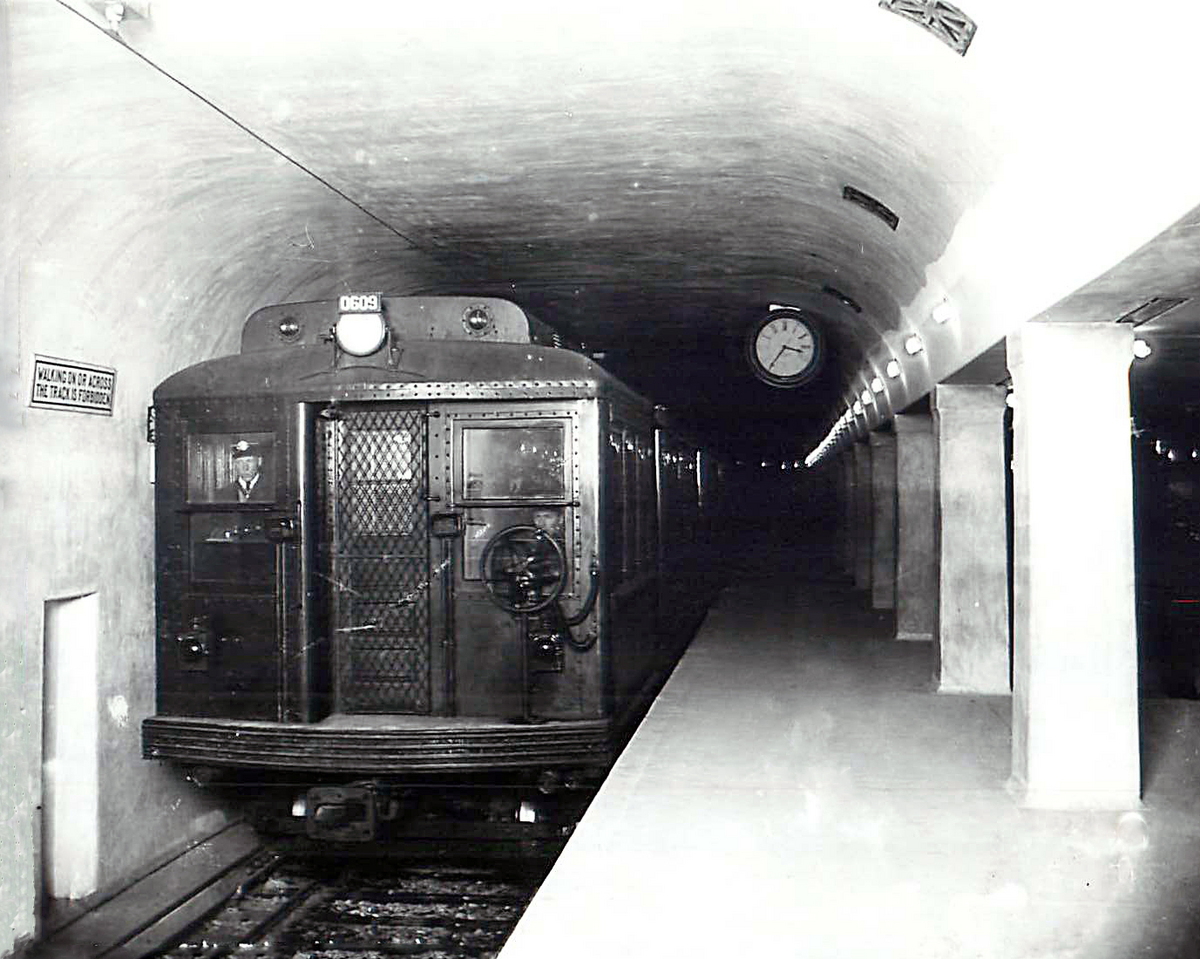
Estación de tren de Harvard en 1912

## Harvard_Square_(fotos Metro_de_Boston

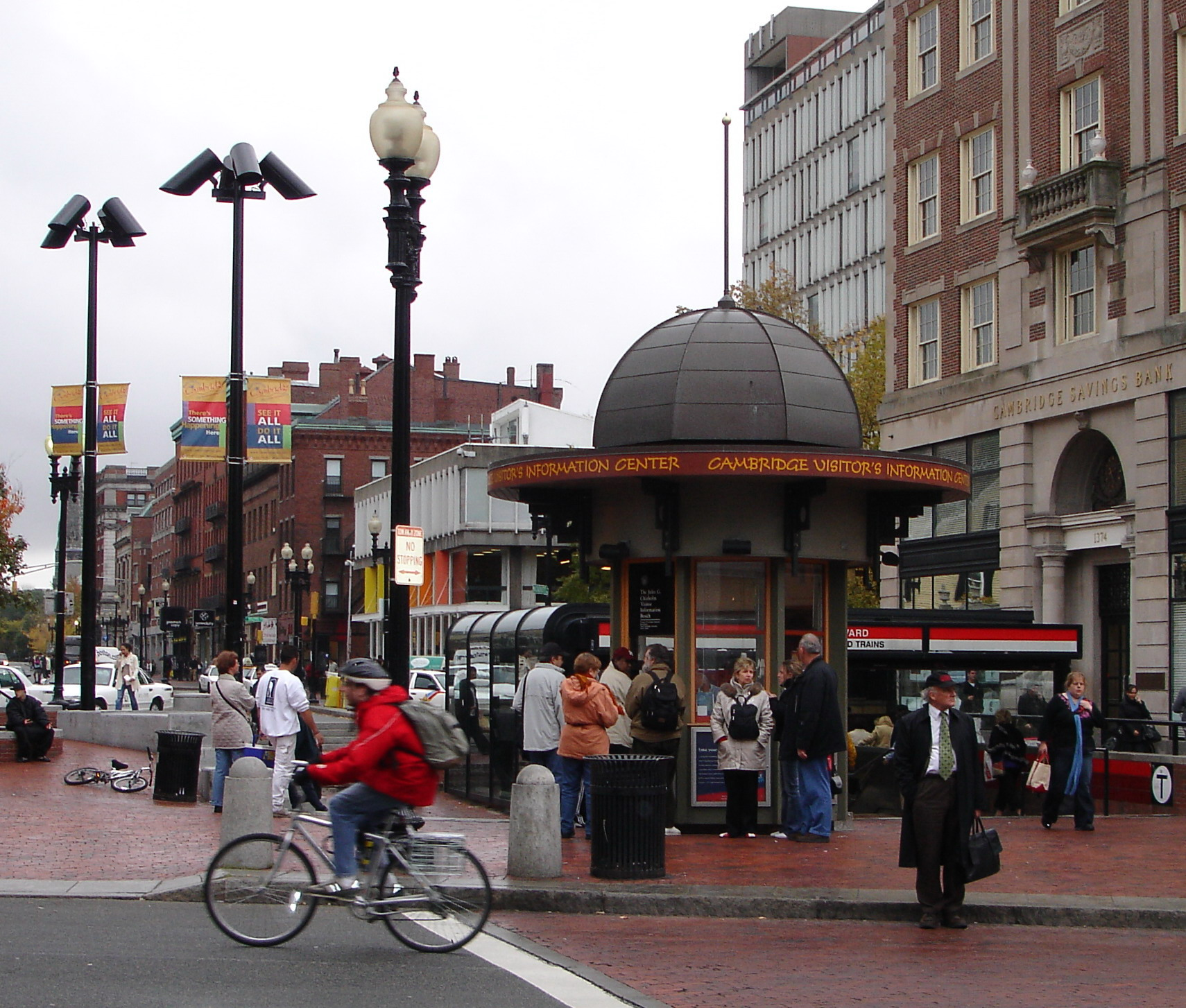
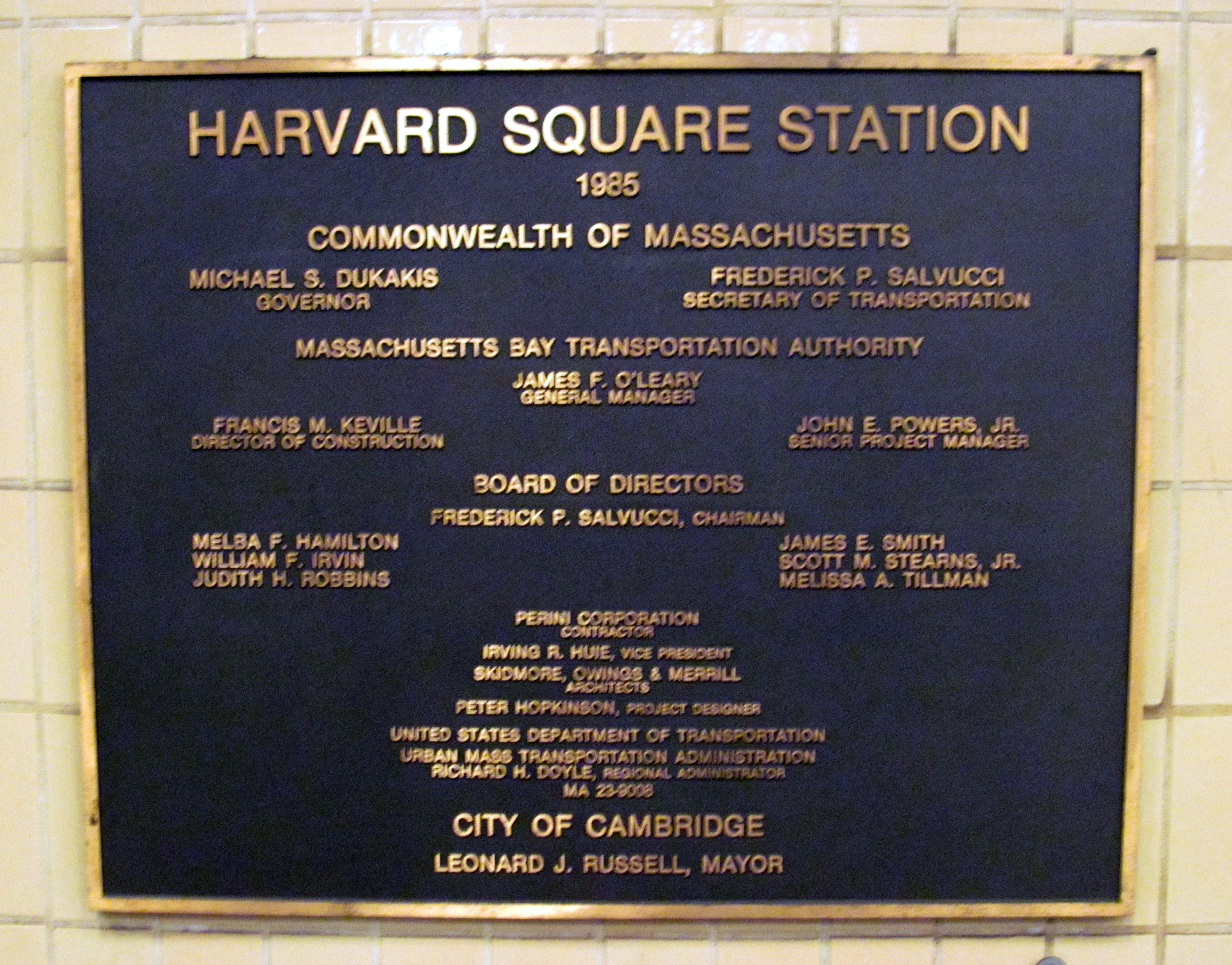
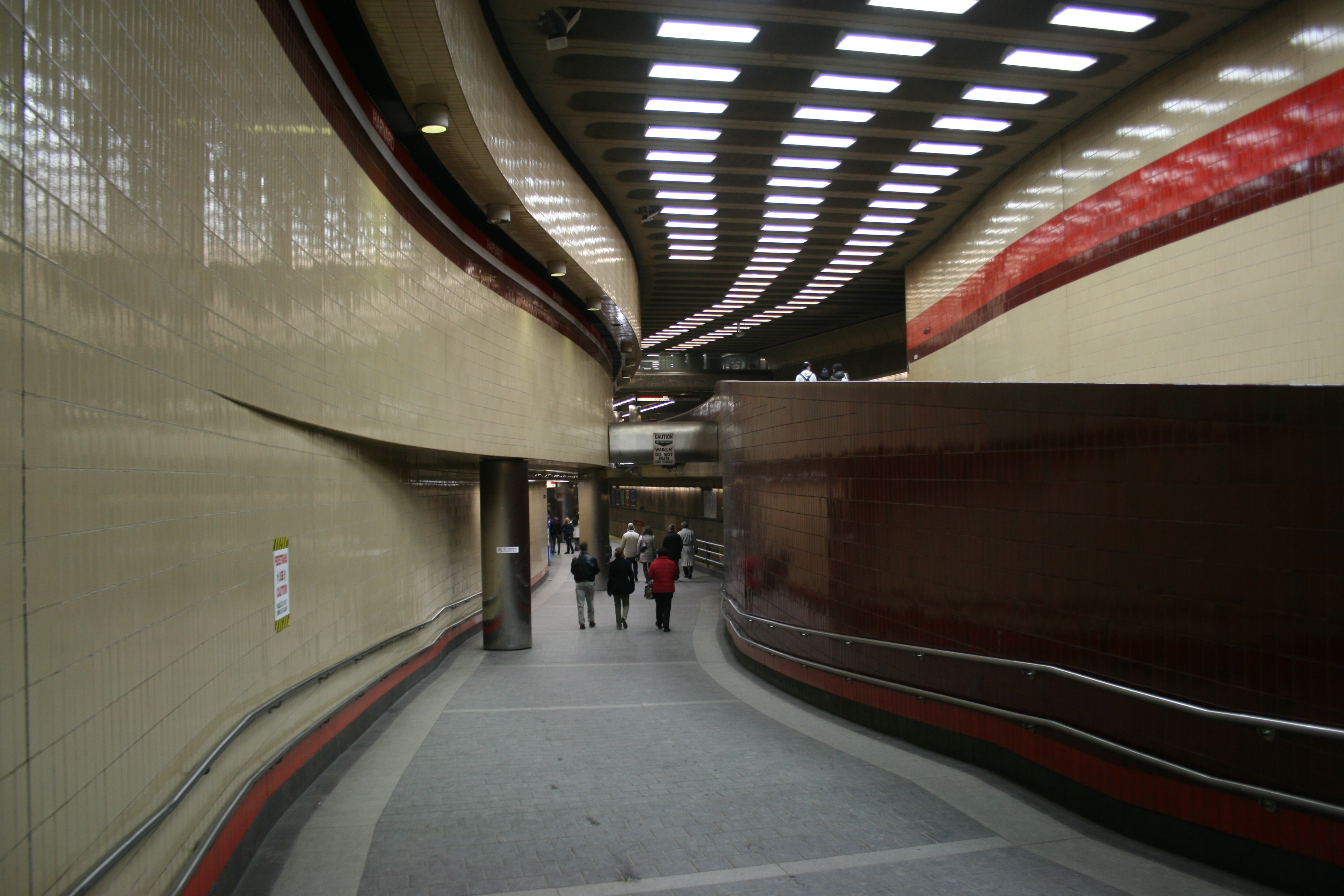
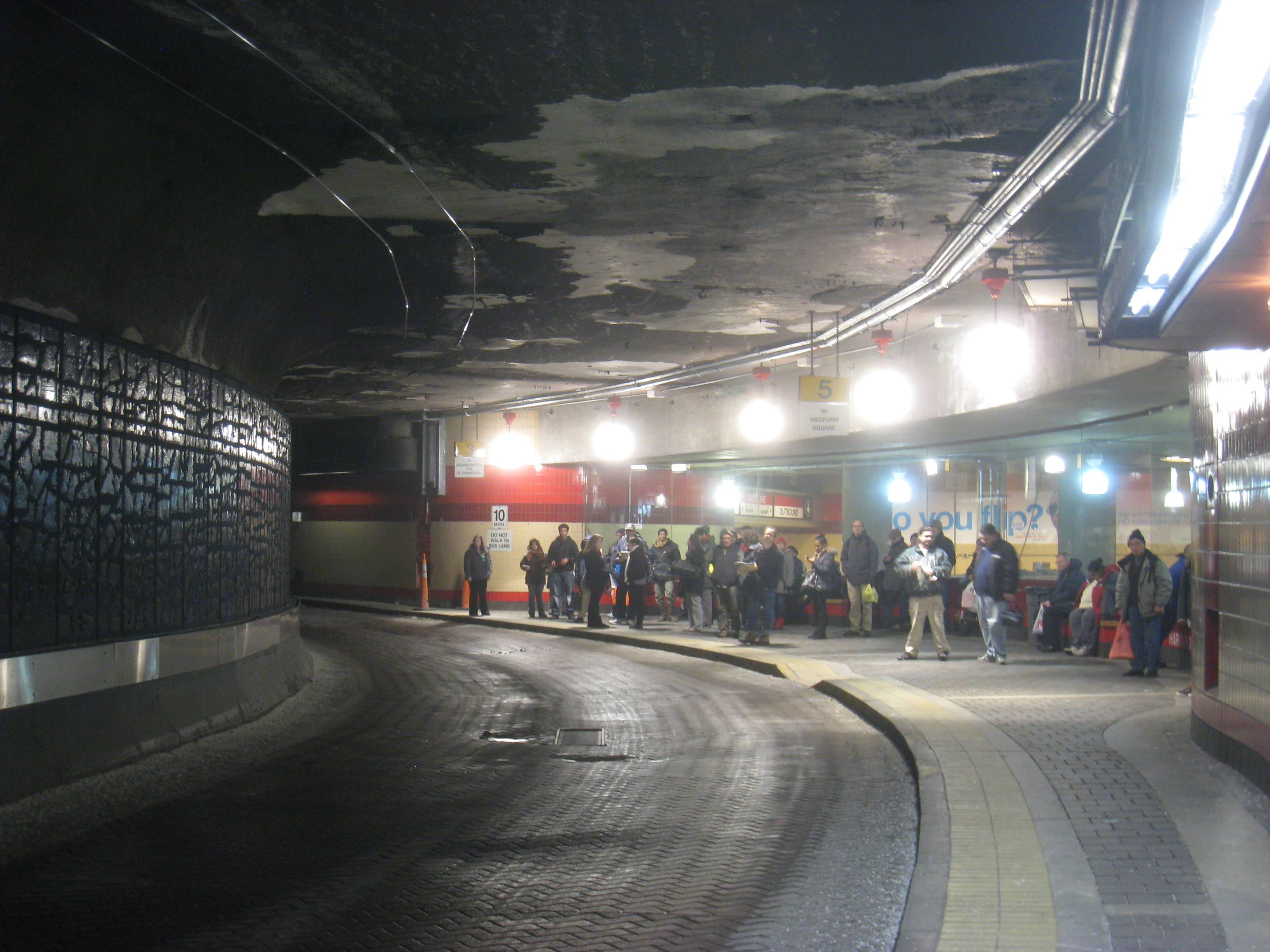
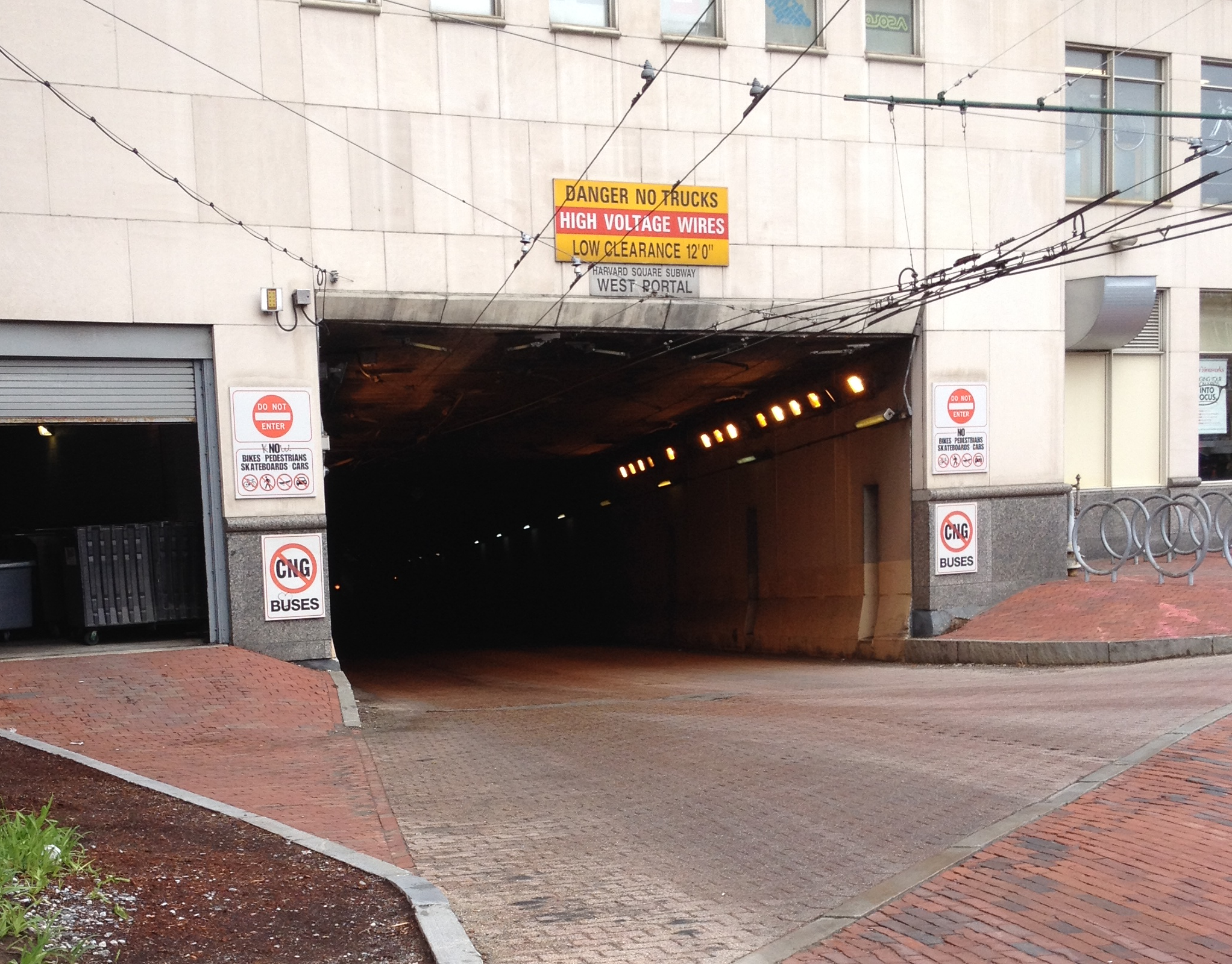
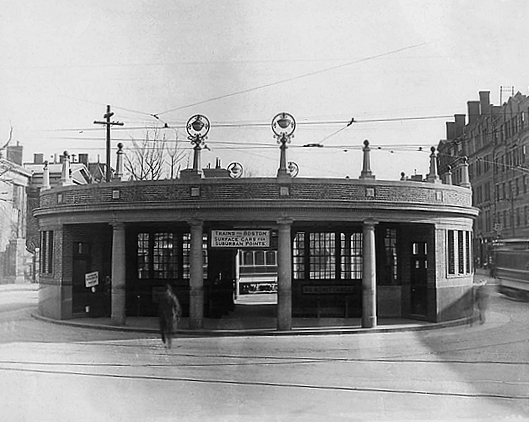
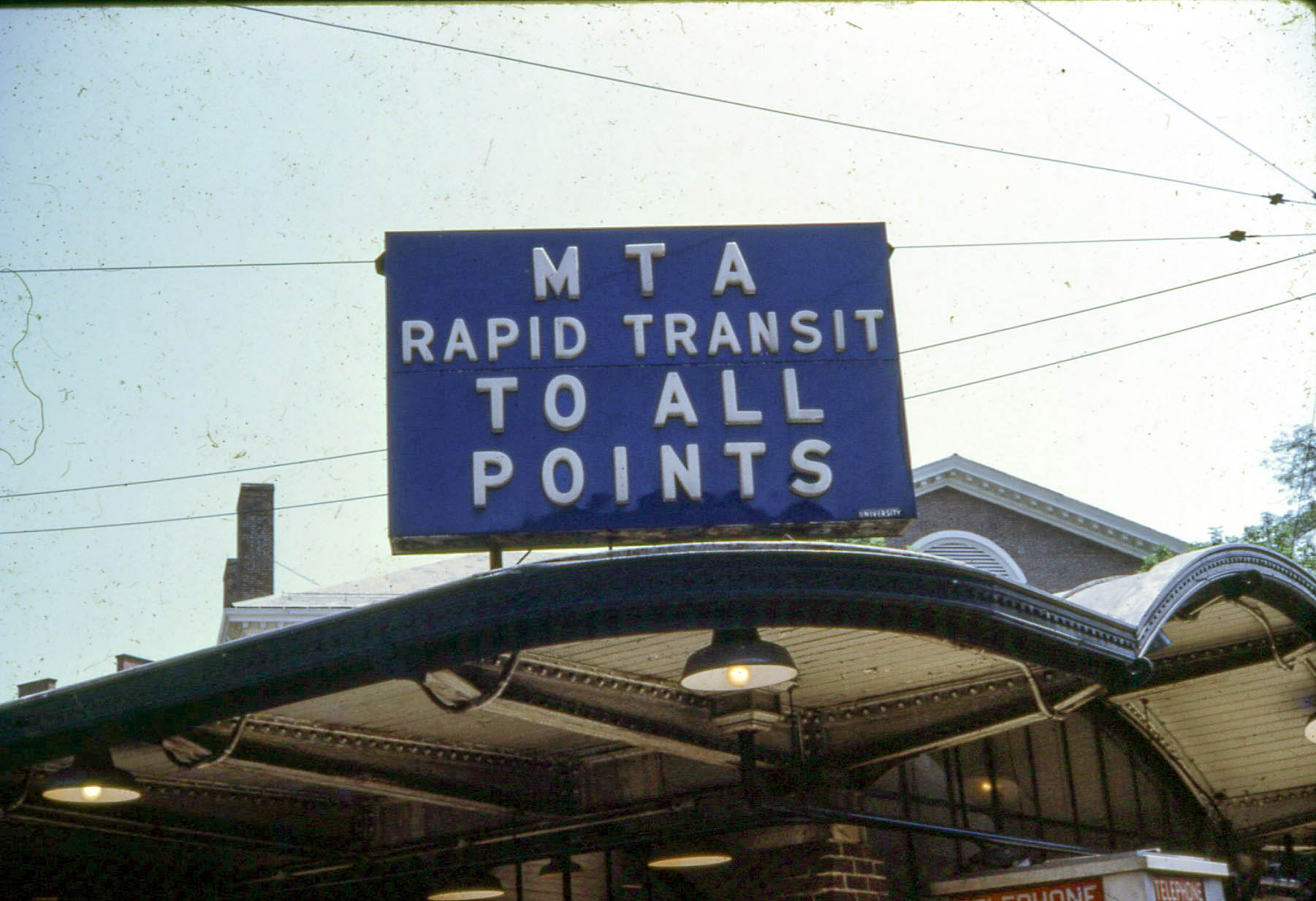
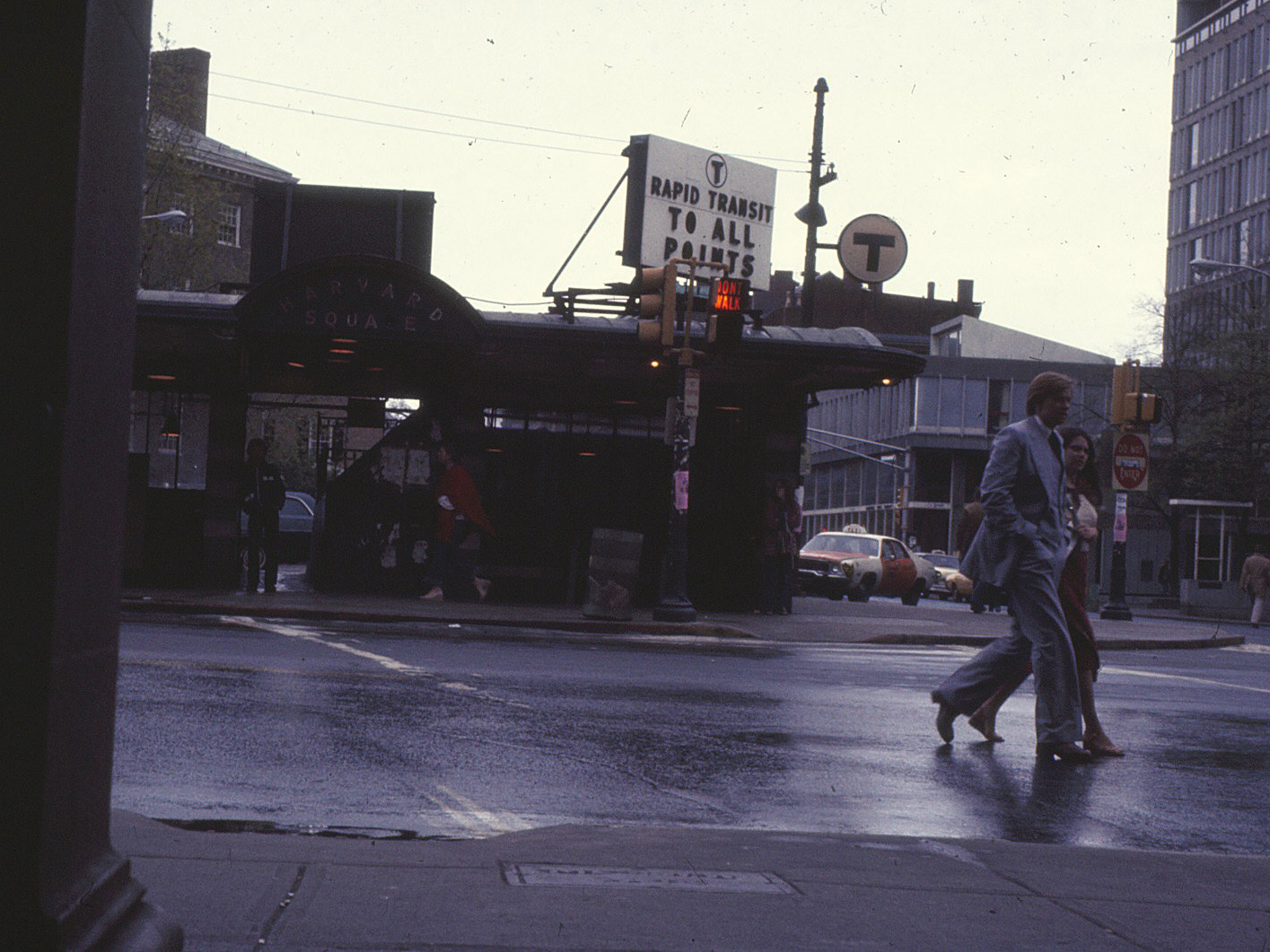
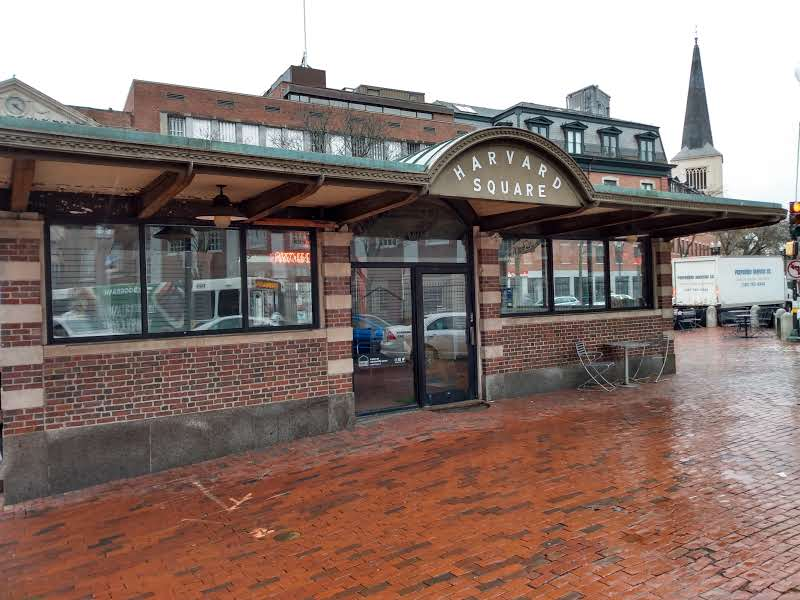
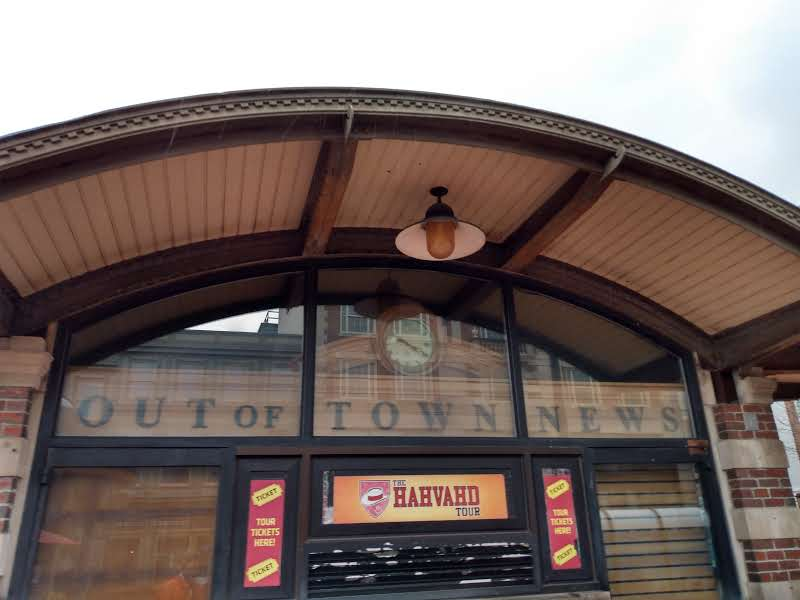
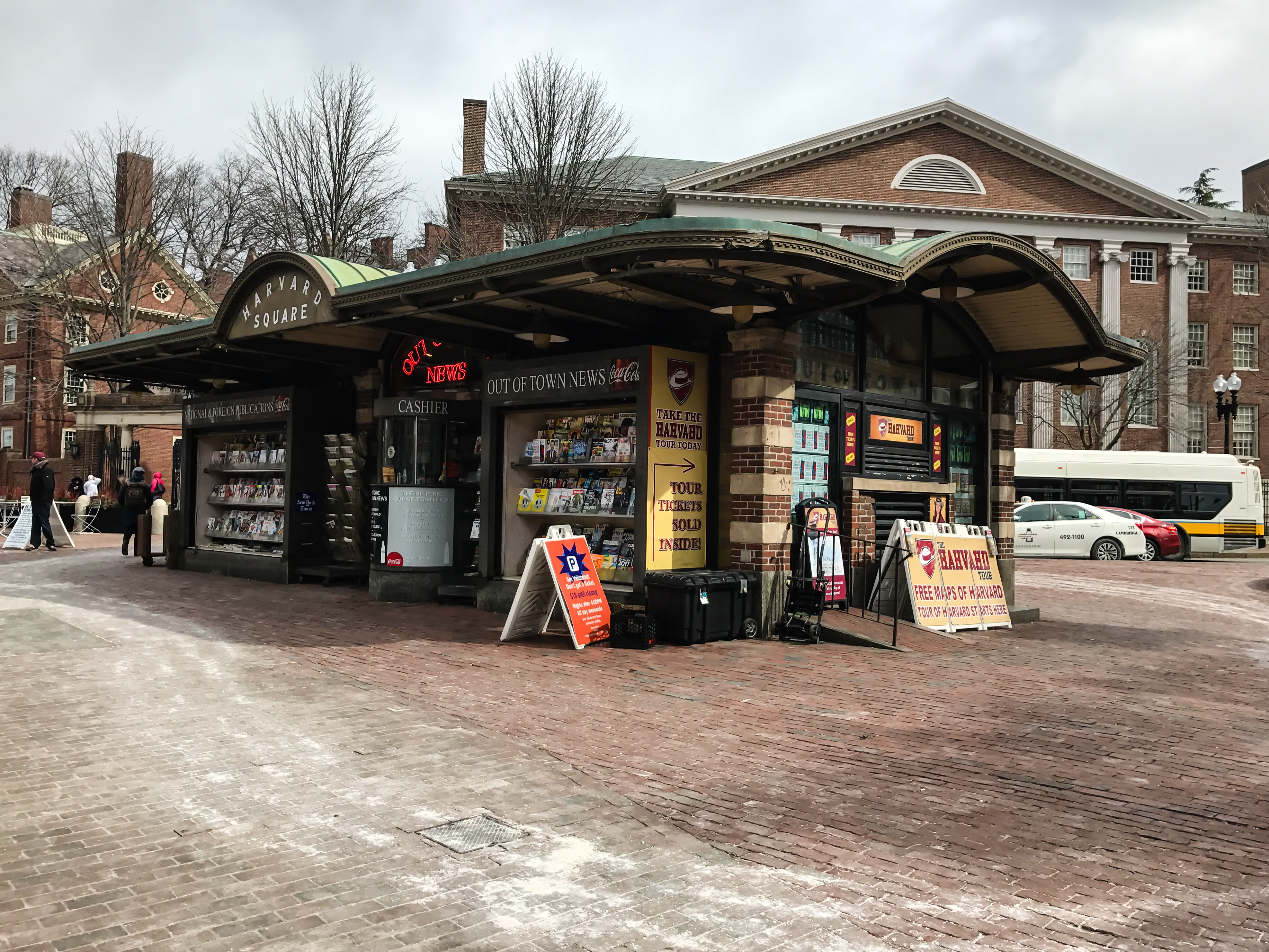